# Carsten de Dreu
Carsten K. W. de Dreu (Borger, 6 juli 1966) is een Nederlands sociaal-psycholoog en hoogleraar aan de Rijksuniversiteit Groningen en het Deutsche Primaten Zentrum te Gottingen. 

## Levensloop
De Dreu studeerde Sociale en Organisatiepsychologie aan de Rijksuniversiteit Groningen tot 1989 en promoveerde hier in 1993 in de psychologie op zijn proefschrift getiteld "Gain-loss frames in bilateral negotiation: Concession aversion following the adoption of other's communicated frame".
Van 1994 tot 1999 was hij namens de Koninklijke Nederlandse Akademie van Wetenschappen post-doctoraal onderzoeker aan de Rijksuniversiteit Groningen en, vanaf 1996, aan de Universiteit van Amsterdam. Van 1998 en 2015 was hij als hoogleraar in de arbeids- en organisatiepsychologie verbonden aan de Universiteit van Amsterdam en van 2016 tot 2024 was hij hoogleraar sociale en economische psychologie aan de Universiteit Leiden. Daarnaast heeft hij aanstellingen gehad aan de Yale University te New Haven, Carnegie Mellon University te Pittsburgh, de Faculteit Psychologie van de Université catholique de Louvain in België, en de Universiteit Sapienza in Rome. Sinds 2024 is hij als hoogleraar verbonden bij de afdeling sociologie van de Rijksuniversiteit Groningen.

## Werk

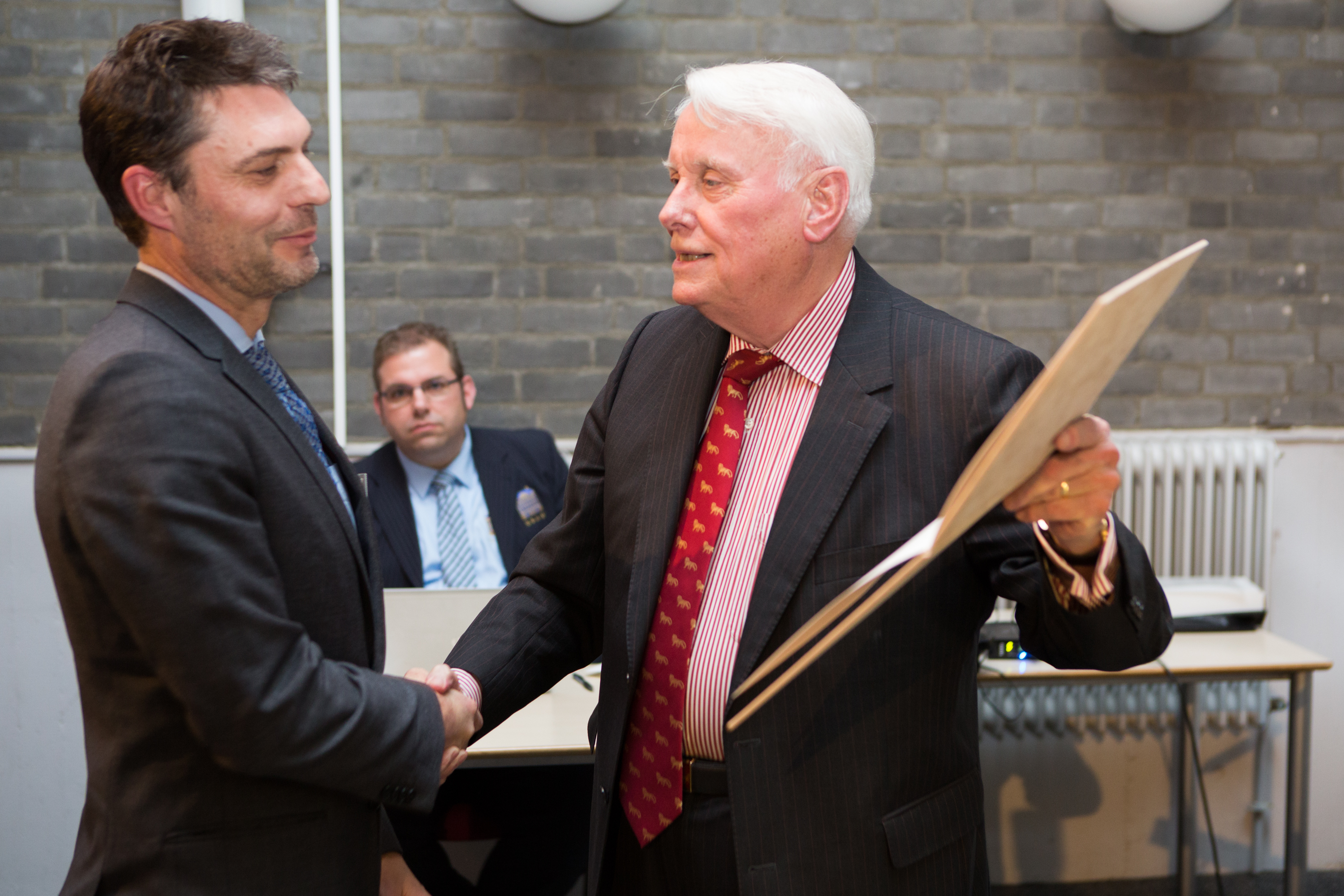
Carsten de Dreu (links) ontvangt de Dr. Hendrik Muller Prijs uit de handen van van Sijbren Cnossen (2015)

De Dreus onderzoeksinteressen liggen vooral op het vlak van het onderzoek naar conflict, onderhandelingsprocessen, creativiteit en innovatie, en besluitvorming. Daarbij maakt hij gewoonlijk gebruik van sociaal-psychologische paradigma's en experimentele onderzoeksdesigns. Daarnaast verricht hij ook met enige regelmaat onderzoek in real-life settings. Voor zijn onderzoek ontving hij meerdere prijzen, waaronder de "outstanding book award" in 2008 van de International Association for Conflict Management voor zijn boek met Peter Carnevale) "methods of negotiation research" en "most influential article awards" in 2009 en 2010 van de Academy of Management. In 2014 ontving hij de Kurt Lewin Medal van de European Association for Social Psychology voor zijn wetenschappelijke werk in de sociale psychologie en in 2015 ontving hij de Dr. Hendrik Muller Prijs van de KNAW voor zijn wetenschappelijke oeuvre op het gebied van de sociale en gedragswetenschappen. Van 2008 tot en met 2011 was De Dreu voorzitter van de European Association for Social Psychology en tussen 2011 en 2014 was hij redacteur van het Amerikaanse vaktijdschrift Journal of Personality and Social Psychology. In 2018 was De Dreu een van de vier laureaten van de Spinozapremie. In 2024 ontving hij een Humboldt Forschungspreis van de Alexander von Humboldt Stiftung.

## Publicaties
De Dreu publiceerde tot op heden ongeveer 300 wetenschappelijke artikelen en boeken. Een selectie:
- De Dreu, C.K.W., Greer, L.L., Handgraaf. M.J.J., Shalvi, S., Van Kleef, G.A., Baas, M., Ten Velden, F.S., Van Dijk, E., & Feith, S.W.W. (2010). The neuropeptide oxytocin regulates parochial altruism in intergroup conflict among humans. Science, 328, 1408 - 1411
- Baas, M., De Dreu, C.K.W., & Nijstad, B.A. (2008). A meta-analysis of 25 years of research on mood and creativity: Hedonic tone, activation, or regulatory focus? Psychological Bulletin, 134, 779-806.
- Van Knippenberg, D., De Dreu, C.K.W., & Homan, A.C. (2004). Work group diversity and performance: An integrative review and research agenda. Journal of Applied Psychology, 89, 1008-1022.
- Van Kleef, G.A., De Dreu, C.K.W., & Manstead, A.S.R. (2004a). The interpersonal effects of anger and happiness in negotiations. Journal of Personality and Social Psychology, 86, 57-76.
- De Dreu, C.K.W., & Weingart, L.R. (2003). Task Versus Relationship Conflict, Team Perfomance and Team Member Satisfaction: A Meta-analysis. Journal of Applied Psychology, 88, 741-749.
- De Dreu, C.K.W., & West, M.A. (2001). Minority dissent and team innovation: The importance of participation in decision making. Journal of Applied Psychology, 86, 1191-1201.
- De Dreu, C.K.W., Weingart, L.R., & Kwon, S. (2000). Influence of social motives on integrative negotiation: A meta-analytical review and test of two theories. Journal of Personality and Social Psychology, 78, 889–905.